# Salarias sexfilum
Salarias sexfilum és una espècie de peix de la família dels blènnids i de l'ordre dels perciformes. Va ser descrit per Albert Günther el 1861.
És ovípar. És un peix marí de clima tropical.

## Distribució geogràfica
Es troba a l'Oceà pacífic occidental central.